# Niphargus sphagnicolus
Niphargus sphagnicolus es una especie de anfípodo de la familia Niphargidae, endémico de Eslovenia.

## Hábitat
Habita en las aguas dulce de Eslovenia.